# 大海将一郎
大海 将一郎（おおみ しょういちろう、10月5日 - ）は、日本の男性声優、俳優。東京都出身。mitt management所属。

## 略歴
- 2016年に舞台アルカナ・ファミリア Valentinoでデビュー。
- 2.5次元芸能事務所『ツキノ芸能プロダクション』が2015年冬～2016年春にかけて開催したリアルオーディション、『ツキプロMusic Grand Prix 2016』に合格し『ツキクラ』として現在[いつ?]も活動中。
- 2018年3月より、LOVE&ART(MAGES.）発の新感覚アイドルユニット「Hi!Superb」のOMIとしても活動。[2]
- 2024年8月いっぱいで、ソニー・ミュージックアーティスツを退所することを発表し[3]、9月1日よりmitt managementに所属することが発表された。[4]

## 人物
- 趣味は映画鑑賞、読書、絵を描くこと[5]。
- 舞台で共演した岸本勇太によれば、性格は面白おかしく、また役者としてはどんな役柄も器用に使い分けているという[6]。

## 出演
太字はメインキャラクター

### 舞台
2016年
- アルカナ・ファミリア Valentino（1月20日 - 27日、あうるすぽっと） - ノヴァ 役[7][8]
- アルカナ・ファミリア -23枚目のタロッコ-（9月7日 - 11日、シアターサンモール） - ノヴァ 役
- バグバスターズ（11月30日 - 12月4日、俳優座劇場） - 大澤大悟 役[9]

2017年
- イケメン王宮◆真夜中のシンデレラ（1月14日 - 22日、あうるすぽっと）アラン＝クロフォード 役[10][11]
- 桜龍（3月31日 - 4月5日、CBGKシブゲキ!!） - 川崎俊 役[12]
- 劇団アルタイル SPRING FESTIVAL 2017（4月15日 - 16日、NEW PIER HALL） - 要タツヒコ 役
- ジョーカー・ゲーム（5月4日 - 7日、Zeppブルーシアター六本木） - 佐久間 役[13][14]
- コント舞台『MONSTER LIVE！』（5月30日 - 6月4日、新宿シアターモリエール）
- B-PROJECT on STAGE「OVER the WAVE!」（7月28日 - 8月6日、天王洲 銀河劇場） - 寺光唯月 役[15]
- アイ★チュウ ザ・ステージ ～Stairway to Étoile～（8月25日 - 27日、サンケイホールブリーゼ / 9月6日 - 10日、サンシャイン劇場） - 枢木睦月 役[16][17]
- アルカナ・ファミリア -幽霊船の秘密-（9月16日 - 24日、シアターサンモール） - ノヴァ 役[18]
- 朗読劇『お茶ノ水音楽会vol29 RO-DOKU音戯草子』（9月30日、東京ガーデンパレス ホワイトチャペル）
- バグバスターズ2（11月23日 - 26日、俳優座劇場） - 大澤大悟 役
- バグバスターズ3（11月29日 - 12月3日、俳優座劇場） - 大澤大悟 役

2018年
- イケメン革命◆アリスと恋の魔法 THE STAGE Episode 黒のエース フェンリル＝ゴッドスピード（1月10日 - 14日、銀座 博品館劇場） - ルカ＝クレメンス 役[19]
- 妻らない極道たち（1月27日、あうるすぽっと） - ゲスト出演
- B-PROJECT on STAGE「OVER the WAVE!」REMiX（2月22日 - 25日、AiiA 2.5 Theater Tokyo / 3月1日 - 3日、新神戸オリエンタル劇場） - 寺光唯月 役[15]
- バグバスターズ－Stage BLUE－（3月21日 - 25日、俳優座劇場） - 大澤大悟 役[20]
- 信長の野望・大志 -春の陣- 天下布武 ～金泥の首編～（5月18日 - 5月28日、CBGKシブゲキ!!） - 酒井忠次 役[21]
- BOYS☆TALK 第3弾（6月6日 - 17日、CBGKシブゲキ!!） - トオミ 役[22][23]
- おん・すてーじ「真夜中の弥次さん喜多さん」三重（6月21日 - 24日、東京ドーム シアターGロッソ） - 編笠百合緒 役[24]
- ケルベロス（8月7日 - 12日、東京芸術劇場 シアターイースト） - 川野 役[25]
- 朗読劇『学園デスパネル』（8月22日 - 23日、サルビアホール）
- モブサイコ100 裏対裏（9月13日 - 17日、天王洲 銀河劇場 / 9月20日 - 23日、新神戸オリエンタル劇場） - 鬼瓦天牙 役
- 信長の野望・大志 -冬の陣- 王道執行 ～騎虎の白塩編～（11月8日 - 12日、シアター1010） - 酒井忠次 役[26]

2019年
- Fate/Grand Order THE STAGE -絶対魔獣戦線バビロニア-（1月11日 - 14日、サンケイホールブリーゼ / 1月19日 - 27日、日本青年館ホール） - 藤丸立香 役（坂本澪香とWキャスト）[27][28]
- 朗読劇『草枕―漱石とグールド―』（2月11日、紀伊國屋サザンシアター TAKASHIMAYA）
- 家庭教師ヒットマンREBORN! the STAGE-vs VARIA part I-（6月14日 - 6月23日、シアター1010 / 6月27日 - 30日、柏原市民文化会館 リビエールホール） - ベルフェゴール 役[29][30]
- 朗読劇『HARAJUKU~天使がくれた七日間~』（9月2日、労音大久保会館R’sアートコート） - 天使（翼） 役
- 大海将一郎ひとり劇場『誕生』（12月8日、新宿角座）
- 朗読劇『リーディングシェイクスピア「ロミオとジュリエット」』（12月18日、サンシャイン劇場） - ティボルト パリス 他

2020年
- 家庭教師ヒットマンREBORN! the STAGE -vs VARIA part II-（1月6日 - 13日、天王洲 銀河劇場 / 1月17日 - 19日、梅田芸術劇場 シアター・ドラマシティ） - ベルフェゴール 役[31][6][32]
- 朗読劇『HARAJUKU~天使がくれた七日間~』（2月2日 - 3日公演のみ出演、中目黒キンケロ・シアター）[33]
- 舞台『真・三國無双 ～赤壁の戦いIF～』（8月20日 - 24日、日本青年館ホール） - 満寵 役
- 家庭教師ヒットマンREBORN! the STAGE -隠し弾（SECRET BULLET）-（11月7日 - 15日、天王洲 銀河劇場 / 11月19日 - 22日、京都劇場） - ベルフェゴール 役（樋口裕太とWキャスト）
- 朗読劇「マクベス」（11月28日、サンシャイン劇場） - マクダフ、魔女他 役
- GemFragments（12月2日 - 6日、CBGKシブゲキ‼︎） - サジェス 役
- イケメン王子 美女と野獣の最後の恋 THE STAGE ～Beast Leon～（12月24日 - 27日、シアター1010）リヒト＝クライン 役[34][35][36]

2021年
- Flying TripVol.17「キミノタケ」（2月17日 - 25日、こくみん共済 coop ホール スペース・ゼロ） - 西園寺 役（助川真蔵とWキャスト）
- ミュージカル「薄桜鬼 真改」相馬主計 篇（4月2日 - 4日、日本青年館ホール / 4月8日 - 11日、AiiA 2.5 Theater Kobe） - 斎藤一 役[37][38]
- 流星セブン～暁の操り人～（5月21日 - 22日、COOL JAPAN PARK OSAKA WWホール / 5月27日 - 30日、渋谷区文化総合センター大和田 さくらホール） - 喜多川歌麿 役[39]
- 家庭教師ヒットマンREBORN! the STAGE -episode of FUTURE- 後編（7月28日 - 8月1日、天王洲 銀河劇場） - ベルフェゴール 役[40]
- 朗読劇『彼女が好きなものはホモであって僕ではない』（2021年9月3日、草月ホール） - 安藤純 役
- 舞台『魔法使いの約束』第2章（11月5日 - 21日、天王洲 銀河劇場） - ルチル 役[41]

2022年
- 歌劇『桜蘭高校ホスト部』（1月15日 - 23日、天王洲 銀河劇場 / 1月29日 - 30日、メルパルクホール大阪） - 猫澤梅人 役[42]
- 朗読劇「Act Session vol.1 『喜笑転結』」（2月12日 - 13日、浅草九劇）
- 舞台『魔法使いの約束』第3章（4月29日 - 5月8日、天王洲 銀河劇場 / 5月13日 - 15日、アイプラザ豊橋 / 5月20日 - 22日、京都劇場） - ルチル 役[43]
- DisGOONie Presents Vol.11 舞台『Little Fandango』（6月10日 - 19日、EX THEATER ROPPONGI / 7月2日 - 3日、COOL JAPAN PARK OSAKA WWホール） - ドク・スカーロック 役[44][45]
- 朗読劇「Act Session vol.1.5 『喜笑転結』」（9月8日 - 11日、アトリエファンファーレ東新宿）
- イケメンシリーズ THE STAGE～世界を駆けて、祝祭を～（9月24日 - 28日、シアター1010） - アラン=クロフォード 役 ※声の出演
- ミュージカル『薄桜鬼』HAKU-MYU LIVE 3（10月29日 - 30日、Zepp Namba OSAKA / 11月11日 - 13日、Zepp DiverCity TOKYO） - 斎藤一 役
- 歌劇『桜蘭高校ホスト部』ƒ（12月2日 - 11日、天王洲 銀河劇場 / 12月17日 - 18日、サンケイホールブリーゼ） - 猫澤梅人 役

2023年
- 舞台『魔法使いの約束』祝祭シリーズ Part1（2月17日 - 3月5日、天王洲 銀河劇場） - ルチル 役[46]
- ミュージカル『薄桜鬼 真改』山南敬助 篇（4月8日 - 16日、シアター1010 / 2023年4月22日・23日、サンケイホールブリーゼ） - 斎藤一 役[47]
- 舞台『魔法使いの約束』祝祭シリーズ Part2（7月8日 - 23日、天王洲 銀河劇場） - ルチル 役[48]
- バクテン!! The Stage（10月22日 - 29日、ニッショーホール） - 築館敬助 役[49]
- 歌劇『桜蘭高校ホスト部』Fine（12月2日 - 10日、天王洲 銀河劇場） - 猫澤梅人 役[50]

2024年
- ミュージカル『薄桜鬼 真改』土方歳三篇（4月13日・14日、AiiA 2.5 Theater Kobe / 4月19日 - 29日、天王洲 銀河劇場）斎藤一 役[51]
- 舞台『夏空のモノローグ』（7月24日 - 29日、シアターサンモール） - 綿森楓 役[52]
- 舞台『魔法使いの約束』エチュードシリーズ Part2（11月30日 - 12月8日、天王洲 銀河劇場 / 12月14日 - 22日、SkyシアターMBS） - ルチル 役[53]

2025年
- 笑いの実践集団 第3回公演 リーディングアクト『夏と夜と夢』（1月14日 - 19日、シアター・アルファ東京）[54]
- ミュージカル『薄桜鬼 真改』藤堂平助 篇（6月20日 - 29日、天王洲 銀河劇場） - 斎藤一 役[55]
- 朗読劇『歌われなかった海賊へ』（8月17日〈予定〉、シアター1010） - フランツ・アランベルガー 役[56]
- 舞台『魔法使いの約束』きみに花を、空に魔法を 前編（9月6日 - 23日〈予定〉、天王洲 銀河劇場 / 9月28日 - 10月5日〈予定〉、東京建物 Brillia HALL 箕面 大ホール） - ルチル 役[57][58]
- ミュージカル『薄桜鬼』HAKU-MYU LIVE 4（12月19日 - 21日、Zepp DiverCity TOKYO / 12月27日 - 28日、Zepp Osaka Bayside） - 斎藤一 役[59]

2026年
- 舞台『魔法使いの約束』きみに花を、空に魔法を 後編（2026年）ルチル 役 [57]

### テレビアニメ
太字はメインキャラクター
- 91Days（2016年7月 - 9月、MBS）- 部下 役
- ねじ巻き精霊戦記 天鏡のアルデラミン（2016年7月 - 9月、TOKYO MX）- サリハ兵、砲兵 役
- ツキウタ。 THE ANIMATION（2016年7月 - 9月）- クラスメイト 役
- 魔法少女育成計画（2016年10月 - 12月）- 月野次馬 役
- 闇芝居 第9期（2021年）
- フットサルボーイズ!!!!!（2022年1月 - ） - 橘藤吾 役[60]

### ゲーム
- イケメン王子 美女と野獣の最後の恋（リヒト＝クライン[61][62]）
- ツキノパラダイス（要タツヒコ）
- リバースユニオン（ケルベロス・鵺・グリーンアーミーくん）
- 幻獣契約クリプトラクト（アーカード）
- WAR OF BRAINS（闇堕英雄グラント）
- ヒーロー'sパーク（セロウ）
- フットサルボーイズ!!!!! ハイファイリーグ（橘藤吾[63]）

### CD
2016年
- ツキクラデビューシングル『未来のPiece』（2016年12月14日発売）

2017年
- Regulus『ルイトモ』（2017年2月15日発売）要タツヒコ 役
- ツキクラ×劇団アルタイル『僕らはSummer』（2017年8月30日発売）

2018年
- ツキクラ×劇団アルタイル キャラソンアルバム『劇団アルタイルキャラクターソロシリーズコレクションアルバム-a galaxy of new stars-』（2018年3月14日発売）要タツヒコ 役
- Hi!Superb『Turn Into Love』（2018年5月30日発売）OMI 役
- Hi!Superb『Bring Out The Heroes』（2018年8月29日発売）OMI 役
- Hi!Superb『Happy Life Spectacle』（2018年11月14日発売）OMI 役

2019年
- Hi!Superb『Brave Rejection』（2019年4月17日発売）OMI 役
- Hi!Superb『Hi!Buddy!!』（2019年7月17日発売）OMI 役

2020年
- Hi!Superb『By your side, By my side』（2020年9月25日発売）OMI 役

2021年
- Hi!Superb『Body language』（2021年6月30日発売）OMI 役

2022年
- Hi!Superb『Changing!!』（2022年6月29日発売）OMI 役

### ドラマCD
2017年
- 『Regulus vol.1 -encounter-』（2017年1月20日発売）要タツヒコ 役
- 『Regulus vol.2 -evolution-』（2017年3月17日発売）要タツヒコ 役
- ドラマCD『桜龍』（2017年3月29日発売）川崎俊 役

2018年
- 劇団アルタイルユニットドラマCD『Twinkling stars BLUE』（2018年1月26日発売）要タツヒコ 役

2021年
- 『BrightStar～asterisk～』（2021年1月30日発売）天美秤 役[64]
- 『Gem Fragments』DramaCD ～Pray for the Play～（2021年3月17日発売）サジェス 役
- 『BrightStar～Stargazer～』（2021年8月7日発売）天美秤 役[65]

### イベント
2016年
- TSUKINO CROWD FESTIVAL 2016 SUMMER（2016年7月18日、科学技術館サイエンスホール）
- TSUKINO CROWD FESTIVAL 2016 WINTER（2016年12月13日、赤坂BLITZ）

2017年
- TSUKINO CROWD FESTIVAL 2017 SPRING（2017年5月13日、ZEPP TOKYO）
- 劇団ジャングル第9幕 ～大きな二つの石で海を渡れば、きっとダイジョォオオオブッッ！！！～（2017年10月15日、大阪日本橋 インディペンデントシアター2nd）

2018年
- LOVE&ART FAMILY MTG2018 HAPPY SPRING CARNIVAL（2018年3月17日 - 18日、東京ドームシティホール）
- Anime Matsuri 2018（2018年3月30日 - 4月1日、アメリカ・ヒューストン）※B-Project on STAGE 寺光唯月役として出演
- Hi!Superb MINI LIVE in 下北沢GARDEN（2018年5月4日、下北沢GARDEN）
- VIVA! Hi!SupSUMMER!（2018年8月5日、新宿ReNY）
- おおみといっしょ～夢の石と3歳の記憶～（2018年9月29日、DNPプラザ）
- Hi!SuParty in 有楽町よみうりホール（12月24日、有楽町よみうりホール）[66]

2019年
- Hi!SuVALENTINE Hi!SuPunch!!出張版 in サンリオピューロランド（2月9日・2月10日、サンリオピューロランド）[67]
- Hi!Superb 1st Anniversary Live -Brand New Hi!-（2019年5月2日、Zepp Tokyo）
- Hi!Superb SUMMER LIVE2019 -Hi!Splash!!-（2019年8月24日、Zepp Tokyo）
- Hi!Superb 2019→2020（2019年12月29日、Veats Shibuya）
- 『家庭教師ヒットマンREBORN!』the STAGE -vs VARIA partⅠ-Blu-ray&DVD 発売記念イベント（2019年12月1日）

2020年
- はじめまして！フットサルボーイズ!!!!! 練習試合応援ミニイベント 第3試合　恒陽学園VS天ノ川学園（2020年11月29日配信）

2021年
- 合同練習試合イベント -勝利に向かってステップアップ！-（2021年2月13日、墨田区総合体育館　サブアリーナ）※ NIGHT MATCHのみ
- フットサルボーイズ!!!!! 公開練習（2021年5月1日配信、すみだフットサルアリーナ）※夜練のみ
- Hi!Superb SUMMER LIVE2021-Hi!SuParade-（2021年8月28日、新宿ReNY）[68]
- フットサルボーイズ!!!!! サルボチャンネル!!!!! 公開生配信（2021年9月25日・26日、すみだフットサルアリーナ）
- ミュージカル「薄桜鬼 真改」相馬主計篇 発売記念イベント（2021年10月23日）
- Hi!Superb Xmas Live2021 Hi!SuParty!! -HappyHoliday-（2021年12月25日、duo MUSIC EXCHANGE）
- Get Ready!! フットサルボーイズ!!!!! ハイファイカップ ～僕たちのデビュー戦！～（2021年12月29日、フットサルステージ）

2022年
- プレミアムミニライブ-Jewelry-（2022年6月26日、タワーレコード渋谷店B1F CUTUP STUDIO）
- Changing!!「Jewelry」「Bad Boy」発売記念サイン会（2022年6月26日）
- プレミアムミニライブ-Bad Boy-（2022年6月29日、タワーレコード渋谷店B1F CUTUP STUDIO）
- Hi!Superb SUMMER LIVE2022 ICECREAM MAGIC（2022年8月28日、新宿ReNY）
- Autumn Sunny Cup ～本気男子の頂点へ！～（2022年9月4日、J-SOCIETY FOOTBALL PARK 多摩）
- 鮎川太陽 芸能活動21周年記念イベント（2022年10月15日、時事通信ホール）※第1部ゲスト

### インターネット番組・Web配信
- ツキクラの裏語録（2016年5月13日 - 、アニメイトタイムズ）回替わりパーソナリティー
- Hi!SuPunch!!（2018年4月7日 - 、ニコニコ生放送）
- USEN放送「舞台やろうっ！another side」（2018年4月 - 5月、10月 - 11月）パーソナリティ
- TS ONE「2.5次元男子放送部」（2018年5月）5月パーソナリティ
- こしょばな ～ましゅーとおおみのこしょこしょ話～（2018年7月12日 - 8月30日、ON STAGE）
- 動画で分かる！Fate/Grand Order（2018年12月3日 - 、YouTube）
- こしょばな～ましゅーとおおみのこしょこしょ話～ リターンズ（2020年5月1日 - 7月17日、ON STAGE）
- 『イケメン王子 美女と野獣の最後の恋』の生放送番組「イケメン王子生放送 プリなま」（2020年6月18日 - 、SHOWROOM / Twitter Periscope / YouTube）
- Hi!HighCast!（2021年10月9日 - 、YouTube）

### テレビ番組
- ツキプロch.（TOKYO MX、2016年4月6日 - 6月22日、10月7日 - 12月29日）
- シャキーン!（NHK Eテレ）
- 戦国炒飯TV ～なんとなく歴史が学べる映像～（2020年、TOKYO MX 他）うつけ坂49 伊藤彦作 役[69]、真田パンプキン 三好伊三入道 役
- 声技の英雄（TOKYO MX）
  - 第3回（2021年10月19日）※ナレーション
  - 第22回（2022年3月1日）

### その他
2016年
- フリーペーパーアニカンコラム[70]
- 紀文『幸福を招くおせち物語』
- コクヨ『ＭＯＴＴＥモッテ』（WEB CM[71]）

2017年
- ツキノ芸能プロダクション『劇団アルタイル』（要タツヒコ[72]）

2018年
- LOVE&ART『Hi!Superb』（OMI[73]）

2019年
- 『フットサルボーイズ!!!!!』（橘藤吾）

2020年
- 『Gem Fragments PROJECT』（サジェス[74]）

2021年
- 書き下ろしLINEスタンプ「ごくフツーのネコとトリ」[75]
- WEBアニメ『おしごとろ～り！』（家電量販店員篇・税理士篇）

## ディスコグラフィ

### キャラクターソング
| 発売日        | 商品名                                             | 歌 | 楽曲                                       | 備考                                                     |
| ------------- | -------------------------------------------------- | --- | ------------------------------------------ | -------------------------------------------------------- |
| 2022年2月9日  | フットサルボーイズ!!!!! プレイヤーソングアルバム   | フットサルボーイズ!!! | 「Higher Goals」                           | ゲーム『フットサルボーイズ!!!!! ハイファイリーグ』主題歌 |
| 2022年2月9日  | フットサルボーイズ!!!!! プレイヤーソングアルバム   | 桐生蓮（TAKA）、白河瞬（岡延明）、橘藤吾（大海将一郎）、今園彩人（森永彩斗）、水無瀬亜佐（菊池勇成）、秋月奏夜（津田拓也） | 「Maverick」                               | 『フットサルボーイズ!!!!!』関連曲                        |
| 2022年4月13日 | フットサルボーイズ!!!!! 天ノ川学園高等学校アルバム | 橘藤吾（大海将一郎） | 「猛進鍛錬歌」 「Higher Goals 橘藤吾ver.」 | 『フットサルボーイズ!!!!!』関連曲                        |

### ユニットメンバー
1. ↑  大和晴（高良崚太）、榊星一郎（石森周斗）、月丘柊依（吉原康平）、幸永椿貴（山口諒太郎）、南雲竜（古田一紀）、天門泰雅（坂井易直）、樫良木ルイ（峯田大夢）、結城心（新井雄也）、久我巧生（村上聡）、花山院快斗（馬場惇平）、京極聖（宮瀬尚也）、二葉ともえ（山本智哉）、昂守希（佐久間貴生）、十河夏輝（千葉瑞己）、相庭京介（浦和希）、花村理央（多田啓太）、鞍馬雪丸（上村源）、桐生蓮（TAKA）、白河瞬（岡延明）、橘藤吾（大海将一郎）、今園彩人（森永彩斗）、水無瀬亜佐（菊池勇成）、秋月奏夜（津田拓也）、朝比奈碧（奥山敬人）、天王寺刻成（川島慶嗣）、世良龍太朗（下川草介）、水無瀬涼佑（石井孝英）、ガルシア・エミリオ（小塚亮輔）、蓮美朔（木津つばさ）